# Daniel Dubroca
Daniel Dubroca (Aiguillon, 25 marzo 1954) è un ex rugbista a 15, allenatore di rugby a 15, dirigente sportivo e imprenditore agricolo francese, a lungo tallonatore dell’Agen e capitano della Nazionale francese alla I Coppa del Mondo (1987) e commissario tecnico della stessa nell’edizione successiva (1991).

## Biografia
Nativo del Lot e Garonna, proveniente da una famiglia di agricoltori (che producevano mele e cereali) iniziò a giocare a rugby a 13 anni e nel 1969 fu tesserato dall'Agen, club del capoluogo dipartimentale.
Con il club biancoblu Dubroca debuttò in campionato nel 1974 come pilone destro, anche se poi evolvette come tallonatore; ad Agen trascorse tutta la sua carriera agonistica, vincendo tre titoli di campione di Francia, nel 1976, nel 1982 e nel 1988, e divenendo capitano della squadra.
Esordì in Nazionale il 14 luglio 1979, giorno della prima vittoria esterna della Francia sul campo della Nuova Zelanda, poi non fu più convocato fino a fine 1981; prese parte ai tornei del Cinque Nazioni 1982, 1984 e dal 1986 al 1988, vincendo tali ultimi tre, due dei quali in condominio rispettivamente con Scozia e Galles, e uno nel 1987 con il Grande Slam.
Alla prima edizione della coppa del Mondo di rugby (1987) Dubroca si presentò da capitano della Francia; con la selezione dei Bleus giunse fino alla finale, poi persa, contro i padroni di casa della Nuova Zelanda; l'ultimo incontro internazionale fu nel citato Cinque Nazioni 1988 contro il Galles poi, nel 1990, giunse anche il ritiro dall'attività di club.
Passato alla panchina, a Dubroca fu affidata la Nazionale francese nel biennio 1990-92: guidò la squadra alla Coppa del Mondo di rugby 1991 in Inghilterra, dove giunse fino ai quarti di finale, sconfitta ed eliminata proprio dalla squadra di casa.
Dopo l'esperienza sulla panchina francese Dubroca si occupò a tempo pieno della co-gestione della società Vergers de Lalanne, di proprietà del suocero Jean Panno, ex tredicista e nazionale anch'egli, e creò a Sainte-Bazeille la società Ovale, che estese la produzione anche ai kiwi.
Nel 2004 fu nominato presidente dell'Agen, incarico che tenne fino al 2008; attualmente è vice presidente di tale società.

## Palmarès
- Campionati francesi: 3
Agen: 1975-76; 1981-82; 1987-88
- Coppe di Francia: 1
Agen: 1982-83